# Ловренц-на-Дравскем Полю
Ловренц-на-Дравскем Полю (словен. Lovrenc na Dravskem polju) — поселення в общині Кидричево, Подравський регіон‎, Словенія.